# Klostebol
Klostebol  (INN) (varumärkesnamn Steranabol, Test-Anabol), också känd som 4-klorotestosteron eftersom det är ett 4-kloro-derivat av det naturliga manliga könshormonet testosteron, är en syntetisk anabol steroid som använts som prestationshöjande medel av flera idrottare genom åren. Det var utbrett i Östtyskland under 1970- och 1980-talet. Klostebol står med på Wadas lista över förbjudna preparat sedan mitten av 1990-talet.
I USA är klostebol förbjudet, och det är även förbjudet för medicinsk användning i stora delar av världen. I Brasilien finns det tillgängligt och används mot hudsjukdomar, liggsår och brännskador samt mot torra slemhinnor i slidan.

## Hudsalvan Trofodermin
Hudsalvor med clostebol är ovanligt i Europa. Trofodermin, som innehåller klostebol, finns dock att köpa receptfritt på apotek i till exempel Italien. Salvan är fettlöslig och tas därför upp genom huden och ut i blodet. Trofodermin, som tillverkas av läkemedelsföretaget Pfizer, säljs även som sprej. Italiensk lag påbjuder, sedan 2003, att alla mediciner som innehåller något dopningspreparat måste vara märkta med en varningsskylt på förpackningen, således även Trofodermin. En stor röd varningsring med texten ”DOPING” finns på förpackningen till Trofodermin men inte på själva tuben.

## Dopningsfall med klostebol
- Brasilianskan Maurren Higa Maggi avslöjades med klostebol i kroppen 2003 och blev avstängd två år. Maggis förklaring var att hon fått i sig medlet via kräm som hennes läkare behandlat henne med.

- Basebollspelaren i Philadelphia Phillies, Freddy Galves, lämnade 2012 ett positivt dopingprov som visade spår av klostebol.

- Flera italienska cyklister, exempelvis Stefano Agostini som skyllde på en hudkräm. Han stängdes av i 15 månader 2013.

- 2016 stängdes basebollspelaren Dee Gordon av i 80 matcher och Melvin Novoa av i 56 matcher.

- Inför OS i Rio 2016 blev den italienska volleybollspelaren Viktoria Orsi Toth avstängd.

- Italienske ishockeyspelaren Igor Stella har lämnat positivt dopingprov som visat spår av klostebol.

- Norska skidåkaren Therese Johaug lämnade 2016 ett positivt dopingprov som visade spår av klostebol. Johaugs förklaring var att hon fått i sig medlet via krämen Trofodermin som hennes läkare Fredrik S. Bendiksen rekommenderat till henne.[2] Besked om straff efter dopningsanklagelserna kom den 10 februari 2017. Domsutvalget i Norge stängde av Therese Johaug i 13 månader (vilket sedan överklagades av CAS och ändrades till 18 månader) för doping.